# 昆明市人民政府
昆明市人民政府，简称昆明市政府，是中华人民共和国云南省昆明市的地方行政管理机关。

## 历史沿革

### 中华民国时期
1922年，成立昆明市政公所。1928年8月，成立昆明市政府。

### 中华人民共和国时期
1950年，中国人民解放军西南军区昆明市军事管制委员会接管昆明市政府。1950年3月28日，中央人民政府政务院批准成立昆明市人民政府。1954年9月，第一届全国人民代表大会第一次会议通过《中华人民共和国宪法》同时制定了《中华人民共和国地方各级人民代表大会和各级人民委员会组织法》，两法规定地方各级人民委员会即地方各级人民政府。1955年3月，昆明市人民委员会正式成立。
1966年文化大革命开始后，造反派提出“炮轰省委、火烧市委”的口号，昆明市党政机关陷入瘫痪。1967年3月31日，在昆明市人民委员会原有机构的基础上成立昆明市支左委员会，负责维持全市生产工作秩序。1968年8月31日，成立昆明市革命委员会，取代中国共产党昆明市委员会、昆明市人民代表大会、昆明市人民委员会的一切权力。昆明市革命委员会设有办事组、政工组、生产指挥组、人民保卫组。
1981年6月，根据《中华人民共和国地方各级人民代表大会和地方各级人民政府组织法》，召开昆明市第七届人民代表大会第一次会议，选举产生长沙市人民代表大会第一届常委会组成人员，同时决定将昆明市革命委员会改为昆明市人民政府，为昆明市行政管理机关。

## 职责
根据《中华人民共和国地方各级人民代表大会和地方各级人民政府组织法》第七十三条，县级以上的地方各级人民政府行使下列职权：
1. 执行本级人民代表大会及其常务委员会的决议，以及上级国家行政机关的决定和命令，规定行政措施，发布决定和命令；
2. 领导所属各工作部门和下级人民政府的工作；
3. 改变或者撤销所属各工作部门的不适当的命令、指示和下级人民政府的不适当的决定、命令；
4. 依照法律的规定任免、培训、考核和奖惩国家行政机关工作人员；
5. 编制和执行国民经济和社会发展规划纲要、计划和预算，管理本行政区域内的经济、教育、科学、文化、卫生、体育、城乡建设等事业和生态环境保护、自然资源、财政、民政、社会保障、公安、民族事务、司法行政、人口与计划生育等行政工作；
6. 保护社会主义的全民所有的财产和劳动群众集体所有的财产，保护公民私人所有的合法财产，维护社会秩序，保障公民的人身权利、民主权利和其他权利；
7. 履行国有资产管理职责；
8. 保护各种经济组织的合法权益；
9. 铸牢中华民族共同体意识，促进各民族广泛交往交流交融，保障少数民族的合法权利和利益，保障少数民族保持或者改革自己的风俗习惯的自由，帮助本行政区域内的民族自治地方依照宪法和法律实行区域自治，帮助各少数民族发展政治、经济和文化的建设事业；
10. 保障宪法和法律赋予妇女的男女平等、同工同酬和婚姻自由等各项权利；
11. 办理上级国家行政机关交办的其他事项。

## 机构设置
根据《中共云南省委办公厅、云南省人民政府办公厅关于印发〈昆明市机构改革方案〉的通知》（云厅字〔2019〕1号）和《昆明市深化党政机构改革领导小组关于印发〈昆明市深化市级机构改革实施方案〉的通知》（昆改发〔2019〕2号），昆明市人民政府设置以下工作部门：
- 昆明市人民政府办公室（昆明市人民政府参事室）
- 昆明市发展和改革委员会（昆明市粮食和物资储备局、昆明市能源局）
- 昆明市工业和信息化局（昆明市无线电管理办公室、昆明市中小企业局、昆明市大数据管理局）
- 昆明市教育体育局
- 昆明市科学技术局（昆明市外国专家局）
- 昆明市民族宗教事务委员会
- 昆明市公安局
- 昆明市民政局
- 昆明市司法局
- 昆明市财政局
- 昆明市人力资源社会保障局
- 昆明市自然资源规划局
- 昆明市生态环境局
- 昆明市住房城乡建设局
- 昆明市交通运输局（昆明市地方民航发展局、昆明市地方铁路和轨道发展局）
- 昆明市农业农村局（昆明市畜牧兽医局）
- 昆明市水务局
- 昆明市商务局（昆明市人民政府口岸办公室）
- 昆明市文化和旅游局（昆明市文物局）
- 昆明市卫生健康委员会（昆明市中医药管理局、昆明市防治艾滋病局）
- 昆明市退役军人局
- 昆明市应急局
- 昆明市审计局
- 昆明市人民政府外事办公室
- 昆明市人民政府国有资产监督管理委员会
- 昆明市人民政府研究室
- 昆明市市场监督管理局（昆明市人民政府食品安全委员会办公室、昆明市知识产权局）
- 昆明市广播电视局
- 昆明市林业和草原局
- 昆明市统计局
- 昆明市信访局
- 昆明市人民政府国防动员办公室（人民防空办公室）
- 昆明市医疗保障局
- 昆明市城市管理局
- 昆明市滇池管理局（昆明市滇池管理综合行政执法局）
- 昆明市政务服务管理局（昆明市公共资源交易管理局）
- 昆明市投资促进局
- 昆明市人民政府大健康发展管理办公室
- 昆明市园林绿化局
- 昆明市数据局

直属事业单位
- 昆明市社会科学院
- 昆明广播电视台
- 昆明市住房公积金中心
- 昆明市机关事务局
- 昆明市防震减灾局

## 历任领导

### 昆明市人民政府委员会市长
- 潘朔端（1950年3月－1955年3月）

### 昆明市人民委员会市长
- 潘朔端（1955年3月－1968年8月）

### 昆明市革命委员会主任
- 段思英（1968年8月－1968年12月）
- 兰亦农（1968年12月－1969年12月）
- 梁中玉（1969年12月－1973年8月）
- 黎韦（1973年8月－1975年7月）
- 郭少川（1975年7月－1977年4月）
- 王士超（1977年4月－1979年12月）
- 李原（1979年12月－1980年2月）
- 朱奎（1980年2月－1981年6月）

### 昆明市人民政府市长
- 朱奎（1981年6月－1983年4月）
- 朱志辉（1983年4月－1985年3月）
- 潘英圣（1985年12月－1987年12月）
- 王任才（代理，1987年12月－1989年7月）
- 王廷琛（1989年7月－1996年4月）
- 张成寅（1996年4月5日－2000年4月）
- 章振国（2001年3月24日－2005年1月）[3]
- 王文涛（2005年2月－2007年6月）
- 张祖林（2007年11月－2012年12月）
- 李文荣（2012年12月－2015年10月）
- 王喜良（2016年1月－2020年12月）
- 刘佳晨（2021年2月－2025年）[4]
- 楊承新（2025年8月－）[5]